# Россия на «Евровидении-1997»
Выступление России на конкурсе песни Евровидение 1997, который прошёл в Дублине, стало 3-м конкурсом на Евровидении для этой страны. Россию представляла Алла Пугачёва с песней «Примадонна». Помимо русской версии конкурсной песни существуют также английская и французская.
Отстаивать честь страны на «Евровидении» должен был Валерий Меладзе с песней Аллы Пугачёвой «Примадонна», но артист заболел, и Пугачёвой пришлось выступить самой. В качестве бэк-вокалистов певицу сопровождала группа «Вокал-бэнд».
Алла Пугачёва заняла 15-е место из 25. Комментаторами конкурса выступили Сергей Антипов и Филипп Киркоров.
В отборе приняло 53 песни, но подходящих для конкурса не было представлено. Композиции отбирали Константин Эрнст, Артём Троицкий, Юрий Саульский, Аркадий Буйнов, Максим Дунаевский и Юрий Аксюта.

## Национальный отбор
Российский вещатель ОРТ провел внутренний отбор, для того чтобы определить исполнителя и песню, которые будут представлять Россию. 53 песни были отправлены продюсерской компании "Программа А", которая выбрала представителя от России, собрав жюри, в которое вошли Константин Эрнст, Артём Троицкий, Юрий Саульский, Аркадий Буйнов, Максим Дунаевский и Юрий Аксюта. Жюри выбрало песню "Примадонна" в исполнении Аллы Пугачевой. Глава жюри Константин Эрнст заявил, что второе место заняла песня "Ангел" в исполнении дуэта "Чай вдвоём". Среди артистов присылавших свои песни были Ногу Свело, Жанна Добровольская и Андрей Косинский.
После отбора Пугачева заявила, что песню "Примадонна" должна была исполнять не она. Она написала песню для вокалиста-мужчины, а тексты были написаны с мужской точки зрения. Однако певец Валерий Меладзе, который должен был исполнить песню, заболел и песня была исполнена Пугачевой.

## Голосование
В финале Россия получила 12 баллов от Словении.